# Even Better Than the Real Thing
"Even Better Than the Real Thing" é uma canção da banda irlandesa de rock U2. É a segunda faixa e quarto single do  álbum Achtung Baby de 1991. Foi lançado como single em 8 de junho de 1992.
A canção chegou alcançou a posição de número #12, quase chegando ao "Top 10" no UK Singles Chart do Reino Unido. Esteve presente em outras paradas, desta vez, obtendo um maior êxito, alcançando a posição de número #1 no Mainstream Rock Tracks, #32 no Billboard Hot 100 e #5 no Modern Rock Tracks.

## Lista de faixas
| N.º | Título                                                             | Duração |  |
| 1.  | "Even Better Than the Real Thing"                                  | 3:41    |  |
| 2.  | "Lady With the Spinning Head"                                      | 6:08    |  |
| 3.  | "Salome"                                                           | 4:32    |  |
| 4.  | "Where Did It All Go Wrong"                                        | 3:57    |  |
| 5.  | "Even Better Than the Real Thing" (The Perfecto Mix)               | 6:41    |  |
| 6.  | "Even Better Than the Real Thing" (Sexy Dub Mix)                   | 7:18    |  |
| 7.  | "Even Better Than the Real Thing" (Apollo 440 Stealth Sonic Remix) | 6:42    |  |
| 8.  | "Even Better Than the Real Thing" (V16 Exit Wound Remix)           | 3:19    |  |
| 9.  | "Even Better Than the Real Thing" (A 440 vs U2 Instrumental Remix) | 6:27    |  |

## Paradas musicais
Versão padrão
| Paradas (1992)                               | Melhor posição |
| -------------------------------------------- | -------------- |
| Austrália Singles Chart                      | 11             |
| Áustria Singles Chart                        | 8              |
| Canadá RPM Top 100                           | 3              |
| Países Baixos Top 40                         | 8              |
| França Singles Chart                         | 34             |
| Alemanha Singles Chart                       | 28             |
| Singles Chart                                | 3              |
| Nova Zelândia Singles Chart                  | 8              |
| Suécia Singles Chart                         | 10             |
| Suíça Singles Chart                          | 18             |
| UK Singles Chart                             | 12             |
| Billboard Hot 100                            | 32             |
| Billboard Hot Dance Club Play                | 27             |
| Billboard Hot Dance Music/Maxi-Singles Sales | 35             |
| Billboard Mainstream Rock Tracks             | 1              |
| Billboard Modern Rock Tracks                 | 5              |

Versão Remix
| Paradas (1992)        | Melhor posição |
| --------------------- | -------------- |
| Irlanda Singles Chart | 10             |
| UK Singles Chart      | 8              |

## Equipe e colaboradores
- Bono – vocal
- The Edge – guitarra, Teclado, vocal
- Adam Clayton – Baixo
- Larry Mullen, Jr. – Bateria
- Produção – Steve Lillywhite com Brian Eno e Daniel Lanois
- Engenheiro de som – Paul Barrett e Robbie Adams
- Mixagem de som – Steve Lillywhite e Robbie Adams
- Assistente de mixagem – Sean Leonard